# Merulius debriscola
Merulius debriscola är en svampart som beskrevs av Lloyd 1924. Merulius debriscola ingår i släktet Merulius och familjen Meruliaceae.   Inga underarter finns listade i Catalogue of Life.